# Mala Peća
Mala Peća je naselje v občini Bihać, Bosna in Hercegovina. 

## Deli naselja
Lanište in Mala Peća.

## Prebivalstvo
| Pregled števila prebivalcev po letih | Pregled števila prebivalcev po letih | Pregled števila prebivalcev po letih | Pregled števila prebivalcev po letih | Pregled števila prebivalcev po letih | Pregled števila prebivalcev po letih |
| ------------------------------------ | ------------------------------------ | ------------------------------------ | ------------------------------------ | ------------------------------------ | ------------------------------------ |
| 1948                                 | 1953                                 | 1961                                 | 1971                                 | 1981                                 | 1991                                 |
| -                                    | -                                    | -                                    | 446                                  | 463                                  | 498                                  |

| Narodna sestava prebivalstva po letih                                                                                        | Narodna sestava prebivalstva po letih                                                                                      | Narodna sestava prebivalstva po letih                                                                                       |
| --- | --- | --- |
| 1971 | 1981 | 1991 |
| . skupaj: 446 Muslimani 414 (92,82 %) Srbi 20 (4,48 %) Hrvati 10 (2,24 %) Jugoslovani 0 (0,00 %) drugi in neznano 2 (0,44 %) | . skupaj: 463 Muslimani 462 (99,78 %) Hrvati 0 (0,00 %) Srbi 0 (0,00 %) Jugoslovani 0 (0,00 %) drugi in neznano 1 (0,21 %) | . skupaj: 498 Muslimani 484 (97,18 %) Hrvati 13 (2,61 %) Srbi 1 (0,20 %) Jugoslovani 0 (0,00 %) drugi in neznano 0 (0,00 %) |